# ريتشارد إي. ماكلولين
ريتشارد إي. ماكلولين (بالإنجليزية: Richard E. McLaughlin)‏ هو سياسي أمريكي، ولد في 10 ديسمبر 1915، وتوفي في 29 يونيو 1993 في كامبريدج في الولايات المتحدة.